# Paraletes
Paraletes Millidge, 1991 è un genere di ragni appartenente alla famiglia Linyphiidae.

## Distribuzione
Le due specie oggi attribuite a questo genere sono state reperite in Perù e in Brasile.

## Tassonomia
A dicembre 2011, si compone di due specie:
- Paraletes pogo Miller, 2007 — Perù
- Paraletes timidus Millidge, 1991[3] — Brasile